# St. Salvator (München)

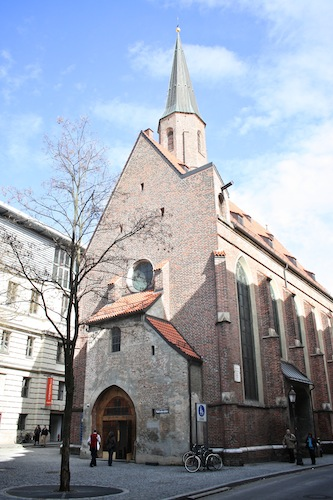
St. Salvator (2010)

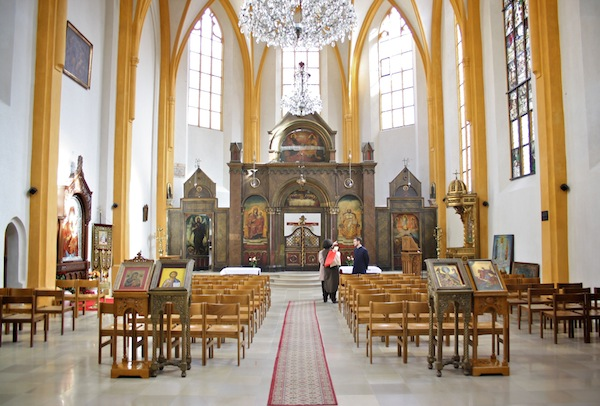
Innenansicht

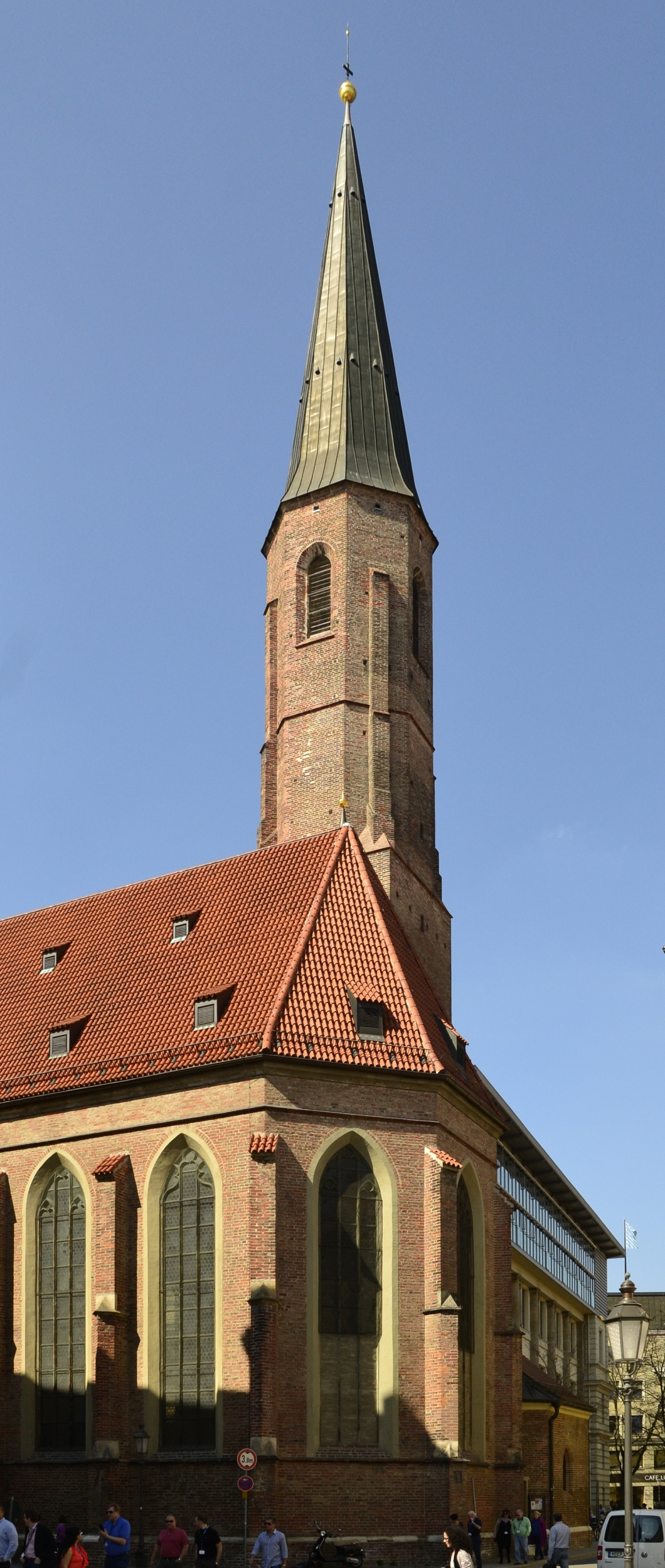
Salvatorkirche

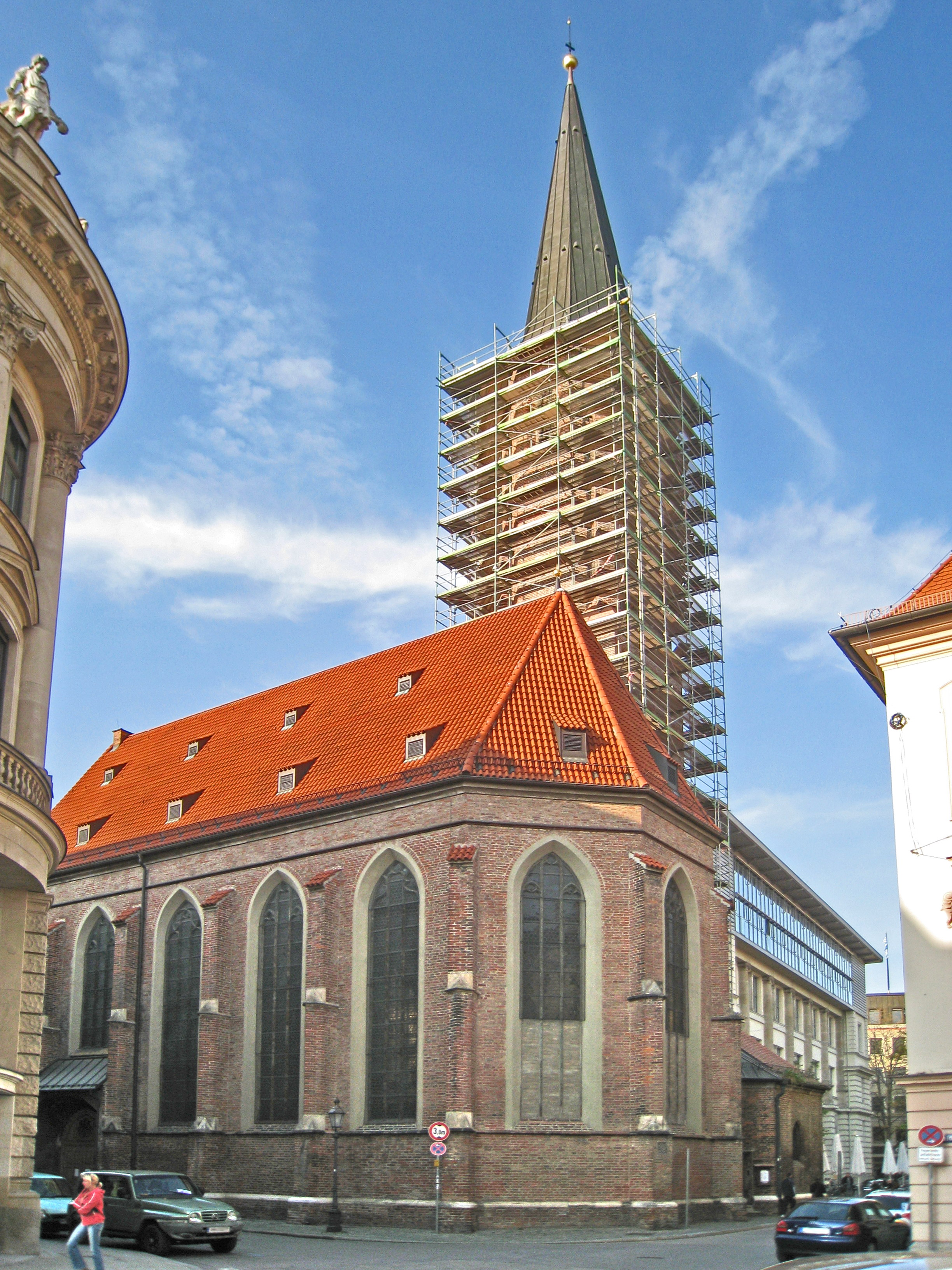
Salvatorkirche während der Renovierung 2008

St. Salvator, auch Salvatorkirche genannt, ist die ehemalige katholische Friedhofskirche der Frauenkirche und wie diese eine gotische Backsteinkirche. Seit 1829 ist St. Salvator der griechisch-orthodoxen Gemeinde überlassen, die heute zur Griechisch-orthodoxen Metropolie von Deutschland im Ökumenischen Patriarchat von Konstantinopel gehört. Die Kirche wird von der Gemeinde „Verklärung des Erlösers“ genannt (Ι.Ν. Μεταμορφώσεως του Σωτήρος).

## Lage
St. Salvator befindet sich an der Adresse Salvatorstraße 17 am nach der Kirche benannten Salvatorplatz im Kreuzviertel der Münchner Altstadt, nahe der Stadtmauer am 1804 abgetragenen Jungfernturm.

## Geschichte
Durch die Stadterweiterung Ludwigs des Bayern wuchs die Einwohnerzahl der Stadt so sehr, dass die Friedhöfe um die beiden Stadtkirchen „Alter Peter“ und Frauenkirche nicht mehr ausreichten. Deswegen wurden die Friedhöfe an den damaligen Stadtrand verlegt, blieben aber noch innerhalb der Stadtmauern.
Nachdem 1478 bereits der Friedhof der Pfarrei St. Peter ins Hackenviertel verlegt und 1485 die Allerheiligenkirche am Kreuz als Friedhofskirche eingeweiht worden war, veranlasste Herzog Albrecht IV. der Weise auch die Verlegung des Friedhofes um die Frauenkirche. Der Baumeister ist nicht urkundlich überliefert, wahrscheinlich handelt es sich um Lukas Rottaler, Schüler Jörg von Halsbachs und dessen Nachfolger an der Baustelle der Frauenkirche. Im April 1493 wurde der Rohbau vermutlich fertig. Am 15. August 1494 wurde – urkundlich belegt – St. Salvator eingeweiht.
Im 17. Jahrhundert, wohl im ersten Viertel, erhielt die Kirche eine Empore. Am 24. Juli 1767 wurde die gotische Turmspitze durch Blitzschlag beschädigt; der beschädigte Teil wurde abgetragen und als Abschluss ein barocker Aufsatz in Form einer Zwiebel aufgebaut. 1774 wurde die Kirche renoviert, hier wurden, dem damaligen barocken Zeitgeist entsprechend, einzelne bunte Glasscheiben durch helle Scheiben ersetzt. Als Folge der Friedhofsauflassung im Jahre 1789 wurde wahrscheinlich das nördliche Seitenportal vermauert, das unmittelbar auf den Friedhof führte.
Im Zuge der Säkularisation wurde am 20. April 1803 die Räumung und rund ein Jahr später, am 25. Mai 1804 der Abbruch der Kirche beschlossen. Da die Kirche, die sich nun in Besitz der Krone befand, jedoch als Depot verwendet wurde, wofür kein Ersatz zu beschaffen war, wurde der Abbruch verhindert. Am 21. Dezember 1806 schenkte König Max I. Joseph St. Salvator der Evangelisch-Lutherischen Kirchengemeinde in München. Doch da St. Salvator weiterhin als Abstellraum und Wagenremise und später als Getreidespeicher gebraucht wurde, konnte die Evangelisch-Lutherische Gemeinde die Kirche nicht aktiv nutzen. Mit dem Bau von St. Matthäus in der Nähe des Stachus wurde St. Salvator wieder Eigentum der Krone.
Ein wesentlicher Beitrag zur Überlassung der Kirche an die griechische Gemeinde hatte Friedrich Thiersch. Dieser hatte den lange unterschätzten Beitrag des Christentums (und später der Orthodoxie) auf die Kultur und Wissenschaft Ostroms erforscht und darüber auch in der in Wien erscheinenden griechischen Gelehrtenzeitung Hermes ho logios veröffentlicht. Hatte er zuvor 30 griechische Studenten an die Kadettenschule in München holen lassen, so sah er nun auch die Religion als notwendigen Bestandteil der Bildung an. Er hoffte, dass sich dank der Kirche auch eine größere griechische Gemeinde in München bilden würde, wie das zu jener Zeit bereits in Wien und Leipzig der Fall war, wo Griechen einen wesentlichen Beitrag zur Wirtschaft und zum Außenhandel leisteten. Ein Gegner der Idee einer Kirche war anfangs der russische Diplomat Alexandru Sturdza, der ganz im Sinne der Aufklärung die Verknüpfung zur Religion vermeiden wollte, letztendlich von Wilhelm Traugott Krug umgestimmt wurde. 1828 überließ König Ludwig I. mit Majestätsbeschluss vom 22. und 30. September 1828 das Gebäude zur Nutzung. Die Kirche selbst blieb im Besitz der Krone und ist bis heute Eigentum des Freistaates Bayern, der die Rechtsnachfolge auch des wittelsbachischen Besitzes angetreten hat. Nachdem Leo von Klenze die Kirche für Gottesdienste nach dem orthodoxen Ritus umgebaut hatte, wurde am 18. Dezember 1829 St. Salvator nach griechisch-orthodoxem Ritus eingeweiht.
Im Sommer 1869 wurde der Turm restauriert und regotisiert. Seitdem ist die barocke Turmspitze abgetragen und der Helm dem ursprünglichen gotischen Zustand angeglichen. Gleichzeitig wurden die zwölf den Wandvorlagen eingefügten Apostelfiguren durch Ikonen ersetzt. 1903 wurden die Glasfenster ausgebessert und gesichert. Diese wurden 1916 ausgelagert und 1928 wieder eingesetzt. 1934 wurde die Kirche nochmals renoviert. Die spätgotischen Glasmalereien wurden 1941 ausgelagert. Während des Nationalsozialismus war der bekannte Mathematiker Constantin Carathéodory Kirchenvorstand.
Die Bombardierung Münchens im Zweiten Weltkrieg hat der Kirchenbau größtenteils unbeschadet überstanden. Die zum Schutz vor den Luftangriffen ausgelagerten Glasmalereien gingen jedoch durch Fliegerbomben zunächst fast vollständig verloren. Nach dem Krieg wurden noch erhaltene Reste in den Chorfenstern der Frauenkirche eingebaut. 1970 wurde die Ikonostase zurückversetzt und dadurch der Altarraum verkleinert. Sakristei und Turm wurden 1982 neu eingedeckt, der Außenbau 1992/93 instand gesetzt. In den neunziger Jahren wurde eine Kiste mit einer großen Menge von Scherben der spätgotischen Glasfenster auf der Kirchenempore entdeckt und von den Werkstätten der Mayer’schen Hofkunstanstalt neu zusammengesetzt. Vier restaurierte Glasfenster wurden 2000 wieder in der Salvatorkirche eingesetzt. Im Jahr 2008 wurde der Turm renoviert. Im Jahr 2009 erhielt die Kirche ein neues Portal.

## Rechtsstreit um die Nutzungsrechte
Mitte der 1970er Jahre behauptete die Griechische Kirchengemeinde München und Bayern e. V., König Ludwig I. habe St. Salvator allein diesem Verein zur Nutzung überlassen. Daraus leitete der Verein eine besondere Autonomie ab, die sie von der kirchlichen Jurisdiktion befreie. Das bedeute vor allem, dass der Verein allein das Recht habe, Bischöfe und Pfarrer frei zu wählen. Damit verließ die Griechische Kirchengemeinde München faktisch die Griechisch-orthodoxe Metropolie.
Der Freistaat Bayern, der die Rechtsnachfolge des Stifters angetreten hatte, teilte diese Auffassung nicht und verlangte die Herausgabe der Kirche, was von der Griechischen Kirchengemeinde München verweigert wurde. Damit begann ein Ringen um die Salvatorkirche, in den sich zusätzlich Griechenland, vor allem das griechische Parlament und die Griechisch-orthodoxe Kirche, einbrachte. Durch den folgenden Rechtsstreit war die Kirche für keine Seite zugänglich. Am 13. Oktober 1998 wies der Zweite Senat des Bundesverfassungsgerichts die Verfassungsbeschwerde der Griechischen Kirchengemeinde München zurück (2 BvR 1275/96). Am 27. Juni 1999 wurde St. Salvator der Griechisch-orthodoxen Metropolie von Deutschland übergeben.

## Bedeutende Kunstwerke
- gotische Bleiglasfenster (1497 und 1499)
- Reste spätgotischer Fresken (Nordfassade)
- Ikonostase (Leo von Klenze, 1829)

## Persönlichkeiten im Salvatorfriedhof
Auf dem 1789 aufgelassenen Salvatorfriedhof wurden u. a. bestattet (vgl. Gedächtnistafel an der Ostwand):
- François de Cuvilliés der Ältere (1695–1768).
- Hans Mielich (1516–1573)
- Orlando di Lasso (um 1530–1594)
- François de Robespierre (1732–1777), Vater von Maximilien de Robespierre
- Andreas Faistenberger (1646–1735)
- Evaristo Dall’Abaco (1675–1742)
- Franz Seraph von Kohlbrenner (1728–1783), Universalgelehrter, Herausgeber des Churbaierischen Intelligenzblattes